# Гичка Сергій Григорович
Сергій Григорович Гичка (*1 січня 1959) — український вчений-медик, президент Асоціації патологів України. Доктор медичних наук, професор, завідувач кафедри патологічної анатомії Національного медичного університету імені О. О. Богомольця. Заслужений діяч науки і техніки України. Академік АН ВШ України з 2008 р.

## Життєпис
Народився в смт Чорнобай Черкаської обл.
У 1982 р. закінчив з відзнакою Київський медичний інститут ім. акад. О. О. Богомольця за фахом «лікувальна справа». З 1982 р. по 1984 р. навчався в клінічній ординатурі при кафедрі патологічної анатомії Київського медичного інституту ім. акад. О. О. Богомольця.
З 1984 р. по 1994 р. працював на посаді асистента кафедри патологічної анатомії КМІ ім. О. О. Богомольця. З 1994 р. працював у Медичному інституті Української асоціації народної медицини на посаді доцента кафедри патологічної анатомії. З 1995 р. — завідувач цієї кафедри. З 2001 р. по 2007 р. — перший проректор Медичного інституту УАНМ. У 1985 р. успішно захистив кандидатську дисертацію. Доктор медичних наук з 2001 р., вчене звання професора присвоєно у 2002 р.
Напрямки наукових досліджень: патологічна анатомія хірургічних, акушерсько-гінекологічних, урологічних захворювань, захворювань ЛОР-органів; онкоморфологія; патологічна анатомія цереброваскулярних, серцево-судинних захворювань, захворювань дихальної системи; патологічна анатомія процесів електрозварювання живих тканин.
Автор 150 наукових робіт, в тому числі співавтор:
- підручника
  - Анатомия и физиология/ в 2-х томах /Под научн. ред. Гички С. Г., Козлова А. Г.,Талька В. И. -Киев: Издательство «Олимпийская литература», 2007. — 1223 с.); — Атласу (Тканесохраняющая високочастотная електросварочная хирургия (Атлас) /Под редакцией Б. Е. Патона и О. Н. Ивановой.- Киев: «Наукова думка» НАН України", 2009. — 198 с.);
- 3 монографій
  - Тромбоэмболические осложнения в акушерстве и гинекологии / Венцковский Б. М. Сенчук А. Я., Гарник Т. П., Гичка С. Г. и др. — Київ: «МАККОМ», 2003. — 359 с.
  - Пато-(морфо-)генетичні закономірності перебігу грипу А/H1N1: вітчизняний досвід /Терещенко В. П., Гичка С. Г., Дегтярьова Л. В. та ін. /Казаков В. М., Шлопов В. Г. Грип А/H1N1 / Каліфорнія/04/09. — Донецьк: «Каштан», 2010. — 419 с. Автор 6 навчальних посібників, 11 патентів на винаходи, 4 методичних рекомендацій.
  - Туффаха Муин, Гичка Сергей, Гуски Ганс. Иммуногистохимическая диагностика опухолей. — Киев. ООО «Интермед». — 2013. — 223 с.

Виконує громадську роботу в Асоціації патологів України. З 1998 р. по 2003 р. — генеральний секретар, а з 2003 р. — віце-президент Асоціації. З 2010 р. — президент Асоціації патологів України.